# Doug Harvey (hockeista su ghiaccio)
Douglas Norman Harvey, detto Doug (Montréal, 19 dicembre 1924 – Montréal, 26 dicembre 1989), è stato un hockeista su ghiaccio canadese.

## Biografia
Nel corso della sua carriera ha giocato, tra le altre, squadre, con Montreal Royals, Montreal Canadiens (1947/48, 1948-1961), New York Rangers (1961-1963, 1963/64), Quebec Aces (1963-1965), Baltimore Clippers (1965-1967), Detroit Red Wings (1966/67) e St. Louis Blues (1967-1969).
Si è aggiudicato per ben sette volte il James Norris Memorial Trophy (1955, 1956, 1957, 1958, 1960, 1961, 1962).
Nel 1973 è stato inserito nella Hockey Hall of Fame.